# Dana Săvuică
Dana Săvuică (n. 22 ianuarie 1970, București) este o femeie de afaceri din România, fost fotomodel și realizatoare de emisiuni TV.
Este prima româncă care a pozat în ediția locală a revistei pentru bărbați Playboy, în noiembrie 1999.

## Biografie
Născută într-o familie de diplomați, și-a petrecut copilăria alături de părinții aflați în misiune în Asia de Sud-Est.
A făcut gimnaziul și liceul în România, locuind la bunicii din Târgoviște, trăind într-un mediu restrictiv.
În 1993 a terminat Academia de Studii Economice, secția de Relații Economice Internaționale.
În perioada facultății a avut primul contact cu modellingul, carieră căreia i-a pus capăt în 1997.
În tot acest timp, a fost prezentă la televiziunea publică, în diverse emisiuni.
A devenit o adevărată vedetă de televiziune în anul 2001, cu emisiunile în cadrul postului Acasă TV.
În 1997, și-a început cariera în business, înființând agenția de modele Etiquette Models, care s-a dezvoltat continuu, brandul Etiquette devenind un important furnizor de accesorii de lux.
Odată cu lansarea postului Euforia lifestyle TV, Dana Săvuică și-a reconfirmat succesul de televiziune. 
În 2019 a început o colaborare cu creatorul de modă italian Domenico Perri și în 2021 a declarat "Acum pregatesc o colectie luxury de costume de baie si accesorii de plaja cu brandul italian DomPerri1981, casa de modă a creatorului de modă Domenico Perri". 

## Publicații
- Cum să-l păstrez doar pentru mine?, Editura Meteor Press, 2011 [5]
- Din călătoriile unei femei cu suflet de copil, Editura Univers, 2018[6]